# Eleonora De Marchi
Eleonora De Marchi (26 giugno 1998) è una schermitrice italiana, specializzata nella spada. Ha vinto una medaglia d'argento alle Universiadi 2019 nella spada femminile a squadre.

## Palmarès

### Risultati principali
In carriera ha ottenuto i seguenti risultati:
Universiadi
Individuale
A squadre
- Argento nella spada a Napoli 2019

Campionati italiani
Individuale
A squadre
- Oro nella spada a Roma 2016
- Oro nella spada a Gorizia 2017
- Oro nella spada a Milano 2018
- Oro nella spada a Palermo 2019
- Oro nella spada ad Courmayeur 2022
- Bronzo nella spada a Cassino 2021

### Altri risultati
Giochi olimpici giovanili
Individuale
- Argento nella spada a Nanchino 2014

A squadre
- Argento nella competizione mista a Nanchino 2014[2].

Mondiali giovani
Individuale
A squadre
- Oro nella spada a Tashkent 2015
- Oro nella spada a Verona 2018
- Argento nella spada a Plovdiv 2017

Mondiali cadetti
Individuale
- Oro nella spada a Plovdiv 2014
- Bronzo nella spada a Tashkent 2015

Europei Under-23
Individuale
A squadre
- Oro nella spada a Plovdiv 2019

Europei giovani
Individuale
A squadre
- Oro nella spada a Plovdiv 2017
- Oro nella spada a Soči 2018
- Bronzo nella spada a Maribor 2015

Europei cadetti
Individuale
- Argento nella spada a Maribor 2015
- Bronzo nella spada a Budapest 2013

A squadre
- Oro nella spada a Budapest 2013
- Oro nella spada a Maribor 2015
- Argento nella spada a Gerusalemme 2014

Campionati del mediterraneo giovani
Individuale
- Oro nella spada ad Algeri 2013

A squadre
Campionati del mediterraneo cadetti
Individuale
- Argento nella spada ad Algeri 2013

A squadre